# Chiesa dello Spirito Santo (Parigi)
La chiesa dello Spirito Santo (in francese église du Saint-Esprit) è un luogo di culto cattolico di Parigi, situato in avenue Daumesnil 186, nel XII arrondissement.

## Storia
Jean Verdier, cardinale e arcivescovo metropolita di Parigi, decise di costruire una nuova chiesa lungo l'Avenue Daumesnil come sede di una nuova parrocchia. Il progetto dell'edificio venne affidato all'architetto marsigliese Paul Tournon, che lo elaborò entro il 1928.
La costruzione del nuovo luogo di culto cominciò quell'anno e già nel 1929, venne consacrata ed aperta al culto la cripta, come sede provvisoria della parrocchia. La costruzione della chiesa, invece, si protrasse per altri sei anni, fino al 1935, anno della consacrazione definitiva. La nuova parrocchia venne quindi affidata alla Congregazione di Gesù e Maria.
Dal 17 agosto 1979 è monumento storico.

## Descrizione

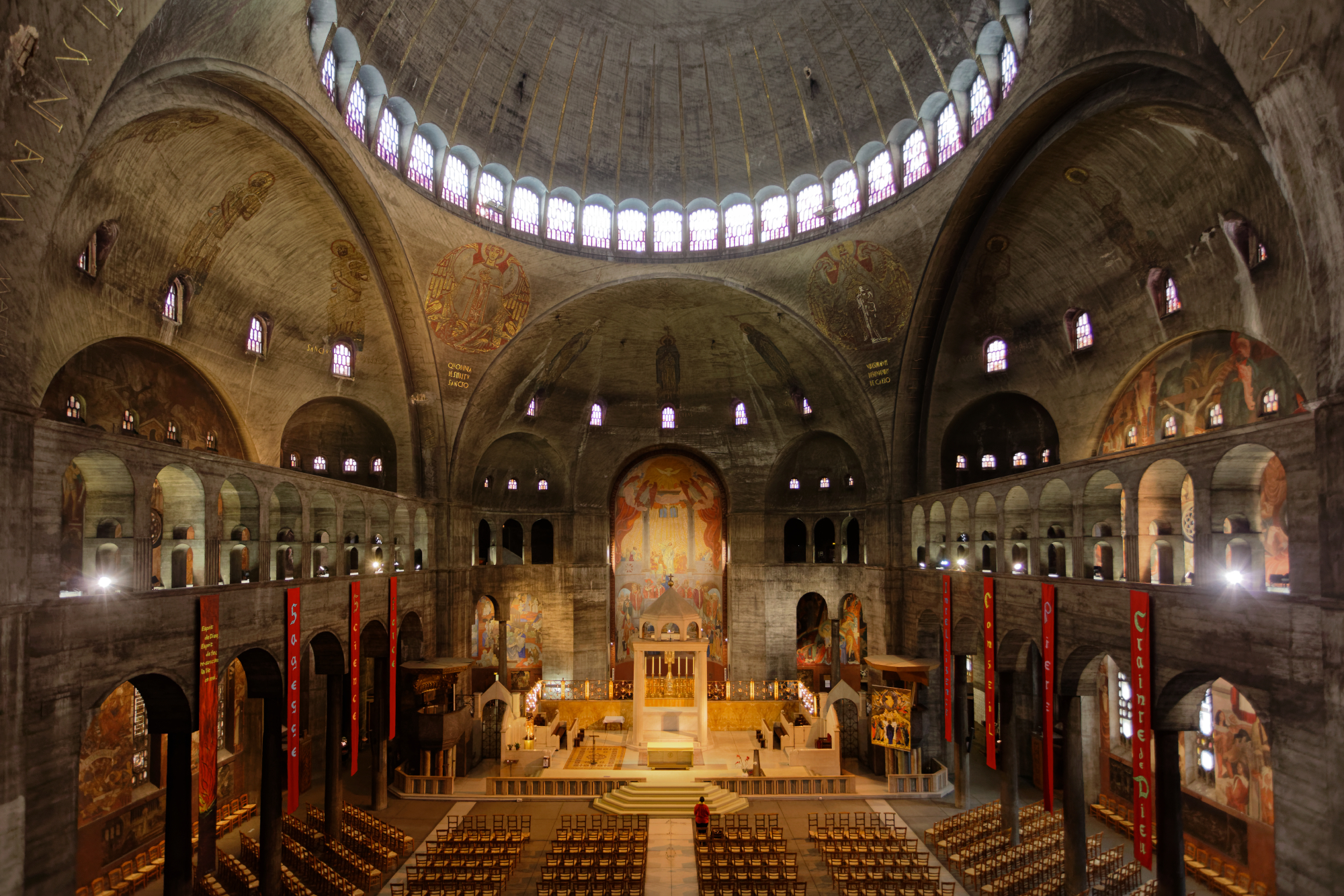
Interno

La chiesa dello Spirito Santo, interamente costruita in cemento armato con forme internamente ispirate alla basilica di Santa Sofia di Istanbul, è, esternamente, in un sobrio stile liberty.
Non è presente una facciata: infatti, la chiesa si trova al centro di un cortile formato per tre lati da palazzi d'abitazione e, per un lato, dall'edificio parrocchiale. L'ingresso principale al cortile è situato su avenue Daumesnil ed è costituito dalla torre campanaria rivestita di mattoncini e con alta cuspide piramidale; alla base, un grande arco costituisce l'accesso al cortile.
L'interno dell'edificio è in stile neobizantino, con le pareti quasi completamente nude che lasciano vedere il cemento armato. A pianta centrale, l'ambiente è coperto con una cupola di 22 metri di diametro e alta 33 metri. Il presbiterio, su due livelli, ospita l'altare maggiore sormontato da un ciborio marmoreo.
L'organo a canne della chiesa è stato costruito nel 1934 da Gloton-Debierre e restaurato nel 1984 da Cicchero. A trasmissione elettrica, ha due tastiere di 56 note ciascuna ed una pedaliera di 30. Dal 1934 al 1962 fu titolare dello strumento Jeanne Demessieux.

### Affreschi e altre decorazioni
Le pareti della chiesa vennero interamente decorate da un ciclo di affreschi, tele o pitture murali a secco di circa quaranta artisti (molti già beneficiari di residenze a Villa Medici o a Casa de Velázquez, con un paritario ricorso ad artisti uomini e donne), tutti databili agli anni trenta del Novecento, che insieme compongono un variegato panorama dell'arte sacra in quegli anni, tra purismo, art déco ed espressionismo. Il tema delle decorazioni ripercorre la storia del Cristianesimo, dalle origini alla contemporaneità.
Il nartece è decorato da una serie di affreschi a monocromo con Storie della Genesi e allegorie dei coniugi Nicolas Untersteller ed Hélène Delaroche; da qui, oltre all'aula, si può accedere al battistero (affrescato da Élisabeth Branly con la Madonna col Bambino e infanti dei quattro continenti) o alla cripta, decorata da statue di Carlo Sarrabezolles e da una vetrata disegnata da Marcel Imbs. 
All'interno la grande cupola ha una decorazione leggera, a mosaico posato direttamente sul cemento armato, con la Visione della Trinità con lo Spirito Santo al centro e i Simboli degli evangelisti sui quattro pennacchi, pure disegnati da Marcel Imbs e messa in posa dal mosaicista Gaudin con tessere in vetro e smalti di Venezia. Nelle semicupole ai quattro lati figurano invece gli Apostoli, dipinti direttamente sul cemento a figura intera, a tre a tre su ogni lato.
L'abside è decorata con una grande pittura a secco di Maurice Denis (aiutato da Louis Bouquet e Jean Dupas) con la Pentecoste (1934). Proseguendo verso destra si incontrano le Scene dell'Apocalisse di Lucien Weil, le Scene degli Atti degli Apostoli di Pauligne Peugniez, i Martirî di san Pietro e di san Paolo di Henri De Maistre  (1933) e le scene di Costantino e l'Editto di Milano (di Yvonne Soutra), del Concilio di Nicea (di Germaine Lecler) e i Primi martiri al centro di Henri De Maistre.
Seguono sulla parete sinistra San Benedetto che fonda l'abbazia di Montecassino della pittrice franco-italiana Elisabeth Chaplin, la Visione di Clodoveo a Tolbiac e sua battesimo a Reims di Léon Toublanc, i Santi francesi di Raymond Weil, il Conciclio di Efeso tra Carlo Magno e Gregorio VII di Louis Bouquet e l'opera dei Costruttori e studiosi cristiani di Henri Marret (1933); sull'arcata sopra il confessionale i Santi Silvestro papa, Bonifacio, Eligio, Audoeno e Radegonda di Marie Baranger. Seguono il Concordato di Worms di M.lle Roisin, le Storie di san Bernardo di Marguerite Hanin e la Pace di Gisors di Marie-Cécile Schmidt. Su questa parete si trova anche un pannello dipinto su intonaco con la Deposizione, opera di Louise Lenoir presentata alla mostra d'arte religiosa dell'Hôtel des Ducs de Rohan nel 1934.
Proseguendo in senso antiorario, si vedono in controfacciata la cappella dei Confessori o di San Jean Eudes, dedicata al medioevo della Cristianità, con l'Incontro dei santi Francesco e Domenico, il Ritorno di Marco Polo dalla Cina e Cimabue che dipinge la Vergine, tutte opere di Raymond Virac (1933), e la cappella delle Vergini di Jean Couturat. Seguono le Storie di san Luigi di Francia, di Robert Genicot (1933), e la Riunione dallo Scisma d'Occidente di Élisabeth Faure (1935), a cui segue la cappella di Santa Caterina da Siena, con storie della santa di Marthe Flandrin. 
La decorazione continua nella parete destra, con gli Avvenimenti del Basso Medioevo (tra cui si vedono la nascita del Francescanesimo ad Assisi, Cimabue, Giotto e Dante Alighieri) di Émile Beaume, la Giovanna d'Arco di André Mériel-Bussy (1933), e il Concilio di Firenze di Odette Pauvert-Tissier. L'arcata successiva mostra alcuni avvenimenti dal XVI al XVIII secolo, come Santa Teresa d'Avila, San Giovanni della Croce, Sant'Ignazio di Loyola, la Musica sacra, l'Editto di Nantes, San Vincenzo de Paoli e il Cardinale Richelieu, il tutto di Robert Poughéon. Proseguendo si incontra l'arcata dell'Evangelizzazione del Nuovo Mondo di Jean Dupas (1934), e i Santi Carlo Borromeo e Francesco Saverio, pure di Poughéon. Le Missioni e la riforma degli Ordini religiosi è firmata da Eugène Chapleau (193[...]). 
La scena seguente mostra i Màrtiri del XIX secolo, dei coniugi André e Yvanna Lemaître, e le Missioni in Africa del cardinale Lavigerie e opere di san Pio X di Sylvaine Colin (1933); tornati al presbiterio, si trova poi la cappella del Lavoro, con la Sacra Famiglia di Henri Charlier e scene minori di Annette Storez (1934), e infine la Chiesa all'inizio del XX secolo di Valentine Reyre. 
Lungo tutto il perimetro si trova poi la Via Crucis di George Desvallières (1934-1936).